# فاني بلانكيرس كوين
فاني بلانكيرس كوين (Fanny Blankers-Koen) هي لاعبة أولمبية لرياضة ألعاب القوى من هولندا. شاركت في الأولمبياد الصيفي في 1948، وفازت بما مجموعه 4 ميداليات لتكون انجح متسابقه في الاولمبياد.
عندما شاركت في الاولمبياد كان عمرها 30 سنه وكانت اما لولدين. بسبب هذا الإنجاز تمت تسميتها بربة المنزل الطائرة.

## الميداليات
| ذهب | فضة | برونز | المجموع |
| 4   | 0   | 0     | 4       |

## روابط خارجية
- فاني بلانكيرس كوين على موقع الاتحاد الدولي لألعاب القوى (الإنجليزية)
- فاني بلانكيرس كوين على موقع اللجنة الأولمبية الدولية (الإنجليزية)
- فاني بلانكيرس كوين على موقع أوليمبيديا (الإنجليزية)
- فاني بلانكيرس كوين على موقع اللجنة الأولمبية الهولندية (الهولندية)